# Gertrude Michael
Pour les articles homonymes, voir Gertrude et Michael.
Gertrude Michael est une actrice américaine née le 1er juin 1911 à Talladega dans l'Alabama aux États-Unis, décédée le 31 décembre 1964 à Beverly Hills (États-Unis).

## Filmographie

### Années 1930
- 1932 : Wayward (en) de Edward Sloman : Mary Morton
- 1932 : Unashamed de Harry Beaumont : Marjorie
- 1933 : Sailor Be Good : Kay Whitney
- 1933 : Monsieur Bébé (A Bedtime Story) de Norman Taurog : Louise
- 1933 : Night of Terror (en) : Sarah Rinehart
- 1933 : Ann Vickers de John Cromwell : Mona Dolphin
- 1933 : Je ne suis pas un ange (I'm No Angel) de Wesley Ruggles : Alicia Hatton
- 1933 : Cradle Song : Marcella
- 1934 : L'École de la beauté (Search for Beauty) de Erle C. Kenton : Jean Strange
- 1934 : Bolero de Wesley Ruggles : Lady D'Argon
- 1934 : George White's Scandals de Thornton Freeland, Harry Lachman et George White : Miss Lee
- 1934 : Hold That Girl : Dorothy Lamont
- 1934 : I Believed in You : Pamela Banks
- 1934 : The Witching Hour de Henry Hathaway : Margaret Price
- 1934 : Rythmes d'amour (Murder at the Vanities) de Mitchell Leisen : Rita Ross
- 1934 : Murder on the Blackboard : Jane Davis
- 1934 : Une femme diabolique (The Notorious Sophie Lang) de Ralph Murphy : Sophie Lang
- 1934 : Cléopâtre (Cleopatra) de Cecil B. DeMille : Calpurnia
- 1934 : Menace de Ralph Murphy : Helen Chalmers
- 1934 : Father Brown, Detective : Evelyn Fischer
- 1935 : It Happened in New York (en) d'Alan Crosland : Vania Nardi
- 1935 : Ultime Forfait (Four Hours to Kill!) de Mitchell Leisen : Mrs. Sylvia Temple
- 1935 : Intelligence Service (The Last Outpost) de Charles Barton : Rosemary Haydon
- 1936 : Woman Trap de Harold Young : Barbara 'Buff' Andrews
- 1936 : L'Espionne Elsa (Till We Meet Again) de Robert Florey : Elsa Duranyl
- 1936 : Forgotten Faces : Cleo Ashton
- 1936 : Le Retour de Sophie Lang (The Return of Sophie Lang) de George Archainbaud : Sophie Lang
- 1936 : Second Wife : Virginia Howard
- 1936 : Make Way for a Lady : Miss Eleanor Emerson
- 1937 : There Goes My Girl
- 1937 : Monsieur Dodd prend l'air (Mr. Dodd Takes the Air) de Alfred E. Green  : Jessica Stafford
- 1937 : Sophie Lang s'évade (Sophie Lang Goes West) de Charles Reisner : Sophie Lang
- 1938 : Star of the Circus : Yester
- 1939 : Hidden Power : Virginia
- 1939 : Just Like a Woman : Ann Heston

### Années 1940
- 1940 : Pound Foolish
- 1940 : The Farmer's Daughter : Clarice Sheldon
- 1940 : Parole Fixer (en) : Colette Menthe
- 1940 : I Can't Give You Anything But Love, Baby : Magda Delys
- 1940 : Slightly Tempted : Duchess
- 1942 : Prisoner of Japan : Toni Chase
- 1943 : Behind Prison Walls : Elinor Cantwell
- 1943 : Femmes enchaînées (Women in Bondage) : District Director Schneider
- 1943 : Where Are Your Children? de William Nigh : Nell
- 1944 : Faces in the Fog : Nora Brooks
- 1945 : Three's a Crowd : Sophie Whipple
- 1945 : L'Aventurière de San Francisco (Allotment Wives) : Gladys Smith
- 1945 : Club Havana : Hetty
- 1948 : That Wonderful Urge : Mrs. Whitson
- 1949 : Boulevard des passions (Flamingo Road) de Michael Curtiz : Millie

### Années 1950
- 1950 : Femmes en cage (Caged) de John Cromwell : Georgia Harrison
- 1951 : The Last Half Hour: The Mayerling Story (TV) : Elizabeth, Empress of Austria
- 1951 : La Part du jeu (Darling, How Could You!) de Mitchell Leisen : Mrs. Rossiter
- 1952 : Les clairons sonnent la charge (Bugles in the Afternoon) de Roy Rowland : May
- 1953 : No Escape de Charles Bennett : Olga Lewis
- 1955 : Femmes en prison (Women's Prison) de Lewis Seiler : Chief Matron Sturgis

### Années 1960
- 1961 : The Continental Twist : Letitia Clunker
- 1961 : Le Héros d'Iwo-Jima (The Outsider) de Delbert Mann : Clubwoman